# 191 př. n. l.

## Hlavy států
- Čína – Kao-chou  (195 – 188 př. n. l.)
- Seleukovská říše – Antiochos III. Megás  (223 – 187 př. n. l.)
- Řecko-baktrijské království – Demetrius I.  (200 – 180 př. n. l.)
- Parthská říše – Arsakés II.  (211 – 185 př. n. l.)
- Egypt – Ptolemaios V. Epifanés  (204 – 180 př. n. l.)
- Bosporská říše – Spartacus V.  (200 – 180 př. n. l.)
- Pontus – Mithridates III.  (220 – 185 př. n. l.)
- Kappadokie – Ariarathes IV.  (220 – 163 př. n. l.)
- Bithýnie – Prusias I.  (228 – 182 př. n. l.)
- Pergamon – Eumenés II.  (197 – 159 př. n. l.)
- Athény – Diodotus  (192 – 191 př. n. l.) » neznámý vládce  (191 – 190 př. n. l.)
- Makedonie – Filip V.  (221 – 179 př. n. l.)
- Epirus – vláda épeiroské ligy  (231 – 167 př. n. l.)
- Římská republika – konzulové Publius Cornelius Scipio Nasica a Manius Acilius Glabrio (191 př. n. l.)
- Numidie – Masinissa  (202 – 148 př. n. l.)